# 2215 Sichuan
2215 Sichuan este un asteroid din centura principală, descoperit pe 12 noiembrie 1964.